# Sportåret 1823

## Händelser

### Boxning
- 4 februari – Jem Ward besegrar Ned Baldwin i Wimbledon. Matchen varar i 19 minuter över 20 ronder.[1]

- 5 maj – Peter Crawley besegrar Dick Acton i Blindlow Heath. Matchen varar i 16 minuter över 13 ronder.[2]

- 20 maj – Tom Spring besegrar Bill Neat i Hinckley Downs och försvarar därmed sin engelska mästerskapstitel i tungvikt. Matchen varar i 37 minuter över åtta ronder.[3]

- 4 juli – Jem Ward besegrar Joe Rickens i Lansdown. Matchen varar i 15 minuter över åtta ronder.[1]

- 20 augusti – Jem Ward besegrar John Johnson i Shirley Common. Matchen varar i 18 minuter över åtta ronder.[1]

- 11 november – Josh Hudson besegrar Jem Ward i Moulsey Hurst. Matchen varar i 36 minuter över 15 ronder.[1]

### Rugby

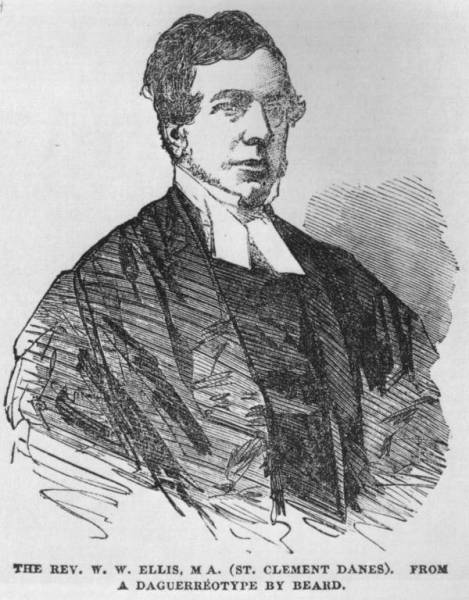
William Webb Ellis.

- Okänt datum – William Webb Ellis uppfinner enligt legenden sporten rugby under en fotbollsmatch i Rugby School i Rugby.[4]